# Hero Elementary
Hero Elementary (EN), ou Escola Primária de Heróis (PT) (PT-BR) é uma série educacional animada de televisão criada por Carol-Lynn Parente e Christine Ferraro, é co-produzida Twin Cities PBS e Portfolio Entertainment, para o canal americano PBS Kids.

## Sinopse
A série envolve os diversos alunos de "Sparks 'Crew" - Lucita Sky, AJ Gadgets, Sara Snap e Benny Bubbles, que são treinados em super-heróis pelo seu peculiar e entusiasmado professor, Sparks. Juntos, os alunos trabalham em equipe, usando suas próprias superpotências exclusivas e as "Superpotências da Ciência" para ajudar as pessoas, resolver problemas e tentar tornar o mundo um lugar melhor. Atualmente, a série está sendo produzida para 40 episódios de meia hora, cada um contendo dois segmentos cada.

## Transmissoras Originais
| Canal a obter os direitos de transmissão | Canal    | Ano  |
| ---------------------------------------- | -------- | ---- |
| 1 (Primeiro)                             | PBS Kids | 2020 |
| 2 (Segundo)                              | Sic K    | 2020 |

## Personagens
- Lucita Sky (dublado por Veronica Hortiguela)
- AJ Gadgets (dublado por Jadiel Dowlin)
- Sara Snap (dublado por Stephany Seki)
- Benny Bubbles (dublado por Stacey DePass)
- Mr. Sparks (dublado por Carlos Diaz)

## Ligações Externas
- «Sítio oficial» (em inglês)
- Hero Elementary. no IMDb.